# Тан, Тони
Тони Тан Кен Ям (кит. трад. 陳慶炎, упр. 陈庆炎, пиньинь Chén Qìngyán, англ. Tony Tan Keng Yam, род. 7 февраля 1940, Сингапур) — сингапурский политик, банкир и математик, 7-й президент Сингапура.

## Биография
До 1 июля 2011 года занимал должности исполнительного директора и заместителя председателя Инвестиционной корпорации Сингапура (GIC) и председателя Singapore Press Holdings Limited. Также он является председателем национального исследовательского фонда Сингапура и заместителем председателя Совета по исследованиям, инновациям и предпринимательству.
В конце 80-х Тони Тану был предложен пост премьер-министра, однако он отказался, но позже вошёл в кабинет министров: с 1995 по 2005 год он был заместителем премьер-министра Сингапура и министром обороны страны с 1996 по 2003 годы. Инициатор создания Института обороны и стратегических исследований.
Тони Тан был одним из четырёх кандидатов на президентских выборах в Сингапуре в 2011 году. Он победил с перевесом всего в 7 269 голосов (<0,35 %), после пересчёта голосов.
1 сентября 2011 года Тони Тан был приведён к присяге как 7-й президент Сингапура.
31 августа 2017 года Тони Тан ушёл в отставку в связи с истечением шестилетнего срока правления.